# 榎本泰子
榎本 泰子（えのもと やすこ、1968年3月 - ）は、日本の音楽学者、中央大学教授。博士（学術）。専門は日本と中国の比較音楽史。

## 略歴
- 東京都生まれ
- 1986年3月 - 神奈川県立厚木高等学校卒
- 1990年3月 - 東京大学文学部国文科卒
- 1992年3月 - 東京大学大学院総合文化研究科比較文学比較文化専攻修士課程修了、北京大学に留学
- 1994年6月 - 北京大学中文系高級進修生取得
- 1996年3月- 東京大学大学院総合文化研究科博士課程単位取得満期退学
- 1996年4月- 東京大学大学院総合文化研究科助手（中国語教室）
- 1996年10月- 博士（学術）取得（博士論文「近代中国と西洋音楽 -上海音楽学院を中心に」）
- 1999年4月 - 同志社大学言語文化教育研究センター専任講師
- 2002年4月 - 同助教授
- 2004年4月 - 中央大学文学部助教授
- 2007年4月 - 同准教授
- 2008年4月 - 同教授

## 受賞歴
- 1999年- 第4回日本比較文学会賞受賞（『楽人の都・上海—近代中国における西洋音楽の受容』）。
- 1999年- 第21回サントリー学芸賞芸術・文学部門受賞（同上）。
- 2007年- 第6回島田謹二学藝賞受賞（『上海オーケストラ物語―西洋人音楽家たちの夢』[1]）。

## 著書
- 『楽人の都・上海』研文出版、1998年。
- 『上海オーケストラ物語』春秋社、2006年。
- 『上海　多国籍都市の百年』中公新書、2009年。
- 『宮崎滔天 万国共和の極楽をこの世に』ミネルヴァ書房・ミネルヴァ日本評伝選、2013年。
- 『「敦煌」と日本人　シルクロードにたどる戦後の日中関係』中央公論新社・中公選書、2021年。

### 編著
- 『アジアと生きる　アジアで生きる　中央大学文学部プロジェクト科目講義録』

発行：樹花舎　発売：星雲社、2018年。
- 『上海フランス租界への招待：日仏中三か国の文化交流』（勉誠出版、2023年、森本頼子・藤野志織と共編）ISBN 978-4-585-32525-3

### 編訳
- 傅雷『君よ弦外の音を聴け』樹花舎、2004年。